# ジオジ・コンロテ
ジオジ・コヌシ・コンロテ（Jioji Konousi Konrote、1947年12月26日  -）は、フィジーの政治家、退役軍人。階級は少将。軍人としてレバノンの平和維持活動などに取り組んだ後、外交官や国会議員・閣僚を経て2015年から2021年まで大統領を務めた。フィジー第一党（フィジーファースト）所属。

## 経歴
1953年から10年間、スバやロツマ島で小中学校時代を過ごした後、1964年にラウトカにあるナタンブア高等学校に入学した。1966年にフィジー共和国軍に入隊し、ニュージーランドとオーストラリアで軍事訓練を受けたのち、オーストラリア国防大学を卒業し、1996年に同大学のフェローとなる。1997年に国際連合事務総長のコフィー・アナンよりレバノン暫定軍の司令官に任命された
。2000年には米国ハーバード大学の公共政策大学院であるケネディスクールで学んでいる。
2002年4月から2006年3月までフィジーのオーストラリア高等弁務官とシンガポールの全権大使を務めた。2006年5月の総選挙でロツマ島から立候補して当選し、同年12月までガラセ内閣の移民・退役軍人担当大臣を務めた。2014年9月の選挙でも当選し、バイニマラマ内閣の雇用・生産性・労使関係大臣に就任した。

## 大統領
2015年10月12日、フィジー議会において実施された大統領選挙にて、与党・フィジー第一党により推薦されたコンロテは31の投票により選出された。野党・社会民主自由党候補のエペリ・ガニラウの得票は14で、3人の国民連盟党議員が投票を棄権した。
フィジーではこれまで、1997年に改定された憲法（フィジー諸島共和国憲法）第90条の規定により、大統領選出は大酋長会議(Bose Levu Vakaturaga)と呼ばれる機関により行われていた。2013年に新たに制定された新憲法（フィジー共和国憲法）第84条により大統領選出はフィジー議会(Parliament)により実施されるようになった。フィジーはイタウケイ(iTaukei)と呼ばれる先住民の他にインド系住民やロツマ人などから構成される多民族国家であるが、コンロテは2013年憲法制定後に選出された初のイタウケイではない大統領である。
2017年3月24日にバチカンを訪問しローマ教皇フランシスコと会見した。2018年8月にコンロテは再選された。
2019年10月22日には夫人を伴って日本の天皇徳仁の即位礼正殿の儀に赴き、イシケリ・マタイトガ駐日大使と共に参列した。
2020年10月13日、フィジーの国連加盟50周年を記念する声明を発表した。2021年11月12日、大統領を退任した。

## 家庭
妻の名はサロテ・ファガ・コンロテ(Sarote Faga Konrote)という。夫妻にはエマニュエル(Emmanuel Jioje Konrote)とアンドリュー(Andrew Elaisa Konrote)という息子たちがいて、二人とも国営航空会社フィジー・エアウェイズのパイロットである。エマニュエルとアンドリューはどちらも結婚しており、それぞれに子が一人いる。コンロテ家はキリスト教の安息日再臨派(Seventh-day Adventist Church)を信仰している。